# Telekes
Telekes là một thị trấn thuộc hạt Vas, Hungary. Thị trấn này có diện tích 10,81 km², dân số năm 2010 là 521 người, mật độ 48 người/km².